# 1933 en sport

Cet article présente les faits marquants de l'année 1933 en sport.

## Automobile
- Le Français Maurice Vasselle est victorieux au Rallye automobile Monte-Carlo sur une Hotchkiss AM80S (6 cylindres, 3485cm3). La Française Germaine Rouault est victorieuse dans la catégorie voitures légères et troisième au général, au volant d'une Salmson S4-C (4 cylindres, 1465cm3).
- 24 heures du Mans : Alfa Romeo gagne les 24H avec les pilotes Raymond Sommer et Tazio Nuvolari.

## Baseball
- Les New York Giants remportent les World Series face aux Washington Senators.

## Basket-ball
- CAUFA Reims champion de France.

## Boxe
- 29 juin : Primo Carnera devient champion du monde des poids lourds à la boxe en battant Jack Sharkey par K.O. au 6e round à Long Island.
- 22 octobre : le champion Primo Carnera conserve son titre de champion du monde des poids lourds à la boxe en battant Paolino Uzcudun aux points en 15 round à Rome.

## Cricket
- 16 février : l'équipe d'Angleterre récupère le trophée des Ashes au terme du quatrième et avant-dernier match de la série la plus controversée de l'histoire du cricket, marquée par l'emploi de la tactique Bodyline par le capitaine anglais Douglas Jardine. Le même jour, le batteur australien Archie Jackson décède de la tuberculose.

## Cyclisme
- Le Belge Sylvère Maes s’impose sur le Paris-Roubaix.
- 27 juin - 23 juillet, Tour de France : le Français Georges Speicher s’impose devant les Italiens Learco Guerra et Giuseppe Martano.
  - Article détaillé : Tour de France 1933
- Le Français Georges Speicher s’impose sur le Championnat du monde sur route de course en ligne.
- Première édition du Paris-Nice.

## Football
- Arsenal est champion d’Angleterre.
- Les Rangers sont champions d’Écosse.
- 15 avril : Celtic remporte la Coupe d’Écosse face à Motherwell, 1-0.
- 29 avril : Everton remporte la Coupe d’Angleterre en s’imposant en finale face à Manchester City, 3-0.
- 7 mai : l’Excelsior de Roubaix remporte la Coupe de France face au Racing Club de Roubaix, 3-1.
- 14 mai : l’Olympique lillois premier champion de France professionnel.
  - Article détaillé : Championnat de France de football 1932-1933
- 28 mai : First Vienna FC est champion d'Autriche.
- La Royale Union Saint-Gilloise est championne de Belgique de football.
- Le Real Madrid est champion d’Espagne.
- 11 juin : le Fortuna Düsseldorf est champion d’Allemagne.
- 16 juin : la Juventus est championne d’Italie.
- 25 juin : l'Athletic Bilbao remporte la Coupe d'Espagne en s'imposant 2-1 face au Real Madrid.
- 17 septembre : l'ASSE dispute son premier match professionnel au Stade Geoffroy-Guichard face au FAC Nice.
- 19 novembre : CA San Lorenzo de Almagro est champion d'Argentine.
  - Article détaillé : 1933 en football

## Football américain
- 17 décembre : Chicago Bears champion de la National Football League. Article détaillé : Saison NFL 1933.

## Football canadien
- Coupe Grey : Argonauts de Toronto 4, Imperials de Sarnia 3.

## Golf
- L’Américain Densmore Shute remporte le British Open.
- L’Américain Johnny Goodman remporte l’US Open.
- L’Américain Gene Sarazen remporte le tournoi de l’USPGA.

## Hockey sur glace
- Les Rangers de New York remportent la Coupe Stanley.
- Coupe Magnus : le Stade français est champion de France.
- Les É.-U. remportent le championnat du monde.
- Grasshopper Zürich champion de Suisse (Ligue Internationale).
- HC Davos champion de Suisse (Ligue Nationale).

## Joute nautique
- Vincent Cianni remporte le Grand Prix de la Saint-Louis à Sète.

## Moto
- Bol d'or : le Français Boura gagne sur une Velocette.

## Rugby à XV
- Lyon OU est champion de France.
- L’Écosse remporte le Tournoi.
- Le Hampshire champion d’Angleterre des comtés.

## Tennis
- Tournoi de Roland-Garros :
  - L’Australien John « Jack » Crawford s’impose en simple hommes.
  - La Britannique Margaret Scriven s’impose en simple femmes.
- Tournoi de Wimbledon :
  - L’Australien John Crawford s’impose en simple hommes.
  - L’Américaine Helen Wills s’impose en simple femmes.
- championnat des États-Unis :
  - Le Britannique Fred Perry s’impose en simple hommes.
  - L’Américaine Helen Jacobs s’impose en simple femmes.
- Coupe Davis : l'équipe de Grande-Bretagne bat celle de France : 3 - 2.

## Naissances
- 17 janvier : Armand Fouillen, footballeur français.
- 13 février : Pierre Albaladejo, joueur de rugby à XV français
- 7 mars : Dumitru Pirvulescu, lutteur roumain, spécialiste de gréco-romaine, champion olympique dans la catégorie des 52 kg aux Jeux de Rome en 1960. († 9 avril 2007).
- 4 avril : Bill France Jr., entrepreneur américain, ancien président de la NASCAR. († 4 juin 2007).
- 10 mai : Elenor Gordon, nageuse écossaise († 5 juillet 2014).
- 20 juin : Jean Boiteux, nageur français. († 11 avril 2010).
- 25 juin : George Preas, joueur américain de football U.S. († 24 février 2007).
- 29 juin : Hayes Alan Jenkins, patineur artistique américain.
- 3 juillet : Romeiro, footballeur brésilien. († 4 janvier 2008).
- 10 juillet : Yang Chuan-kwang (en chinois : 楊傳廣), athlète taiwanais, surnommé l' « homme de fer d'Asie. » († 27 janvier 2007).
- 18 août : Just Fontaine, footballeur français.
- 11 septembre : Nicola Pietrangeli, joueur de tennis italien.
- 22 octobre : Helmut Senekowitsch, footballeur, puis entraîneur autrichien. Sélectionneur de l'équipe d'Autriche à la coupe du monde 1978. († 9 septembre 2007).
- 25 octobre : Viktor Kapitonov, coureur cycliste russe. († 2 mars 2005).
- 27 octobre : Earle Wells, skipper (voile) néo-zélandais, champion olympique de flying Dutchman aux Jeux de Tokyo en 1964.
- 28 octobre : Garrincha, footballeur brésilien. († 20 janvier 1983).
- 30 octobre : Gaston Rebry, coureur cycliste belge. († 5 janvier 2007).
- 10 novembre : Don Clarke, joueur de rugby à XV néo-zélandais. († 29 décembre 2002).
- 30 novembre : Norman Deeley, footballeur anglais; triple champion d'Angleterre (1953-54, 1957-58 et 1958-59). († 7 septembre 2007).

## Décès
- 2 juin : Frank Jarvis, 54 ans, athlète américain. (° 31 août 1878).